# Wadim Pieriewoznikow
Wadim Pieriewoznikow – dyrygent, od 1992 r. związany z Operą Nova w Bydgoszczy.

## Życiorys
Urodził się w Rosji. Studiował w Kijowie i Moskwie. Odbył staż w Teatrze Bolszoj. Pracował w Kijowskim Teatrze Muzycznym i w filharmonii w Odessie. 
Namówiony przez rosyjską pianistkę Tatianę Szebanową, która znalazła zatrudnienie w Bydgoszczy, nawiązał kontakt z dyrektorem Maciejem Figasem i został zatrudniony w bydgoskiej Operze Nova. Powierzono mu kierownictwo muzyczne premiery Skrzypka na dachu. Spektakl odniósł sukces zarówno wśród publiczności, jak i krytyków muzycznych. Prowadził muzycznie kolejne premiery, m.in. Krainę uśmiechu (1993), balet Śpiąca królewna (1994), które potwierdziły jego kunszt muzyczny.
Pieriewoznikow związał się z Bydgoszczą na stałe. Jego żona – pianistka znalazła pracę w miejscowych szkołach muzycznych.